# Вечеслова, Татьяна Михайловна
Татья́на Миха́йловна Вече́слова (12 [25] февраля 1910, Санкт-Петербург — 11 июля 1991, Ленинград) — артистка балета и балетный педагог, прима-балерина Ленинградского театра оперы и балета им. Кирова, представительница театральной династии Вечесловых—Кузнецовых. Заслуженная артистка РСФСР (1939). Заслуженный деятель искусств РСФСР (1957). Лауреат Сталинской премии II степени (1946).

## Биография

### Семья
Татьяна Вечеслова родилась в Санкт-Петербурге в дворянской семье. Её отец, подполковник Михаил Михайлович Вечеслов (10 августа 1855 — 12 февраля 1943), выпускник Пажеского корпуса, капитан 145-го пехотного Новочеркасского полка, потомственный дворянин, принадлежал к нетитулованному, но очень старому, от времён Иоанна Грозного, дворянскому роду. Герб рода Вечесловых находится в 6-й части «Общего гербовника дворянских родов Российской империи». Одна из прапрабабушек — Евгения Вечеслова (урождённая Лайон) — воспитательница Николая I — отличалась необычайной твёрдостью и смелостью характера, и будущий государь называл её «Моя няня-львица».
Другая прабабушка — знаменитая Фанни Снеткова, была любимой актрисой А. Н. Островского и первой исполнительницей роли Катерины в петербургской премьере пьесы «Гроза». Вся семья со стороны матери была на редкость музыкальна: дед, Пётр Снетков, играл на альте в оркестре Мариинского театра, три тетушки окончили курс в Консерватории. Одна из них — Адель Снеткова (урождённая Фидлер) — учила нотной грамоте и игре на рояле юного Игоря Стравинского.
Мать, Евгения Петровна Снеткова-Вечеслова (22 февраля 1882 — 16 ноября 1961), ученица Энрико Чекетти, с 1900 года танцевала в кордебалете Мариинского театра, а позже и до конца 1960-х годов была преподавателем младших классов в Ленинградском хореографическом училище.

### Учёба
В возрасте семи лет Таню, вслед за старшей сестрой, отдали учиться в трудовую школу. Однажды школьный концерт посетил нарком просвещения А. В. Луначарский — он отметил музыкальность девочки, танцевавшей среди других учениц.
Когда Тане было 9 лет, мать привела её в свою альма-матер — Петроградское театральное училище (позднее — хореографический техникум). Педагогами Вечесловой по классическому танцу были Мария Романова, мать Галины Улановой (первые шесть классов), затем, в предвыпускных классах — Агриппина Ваганова. Вечеслова и Уланова, будучи одноклассницами, стали лучшими подругами на всю жизнь. Таня была импульсивной и озорной, Галя — сдержанной и осторожной. Возможно, эта несхожесть характеров и разность дарований, исключавшая повод для соперничества, и предопределила их дружбу. Ученицами второго класса они обе исполняли «божьих коровок» в балете «Капризы бабочки», позднее танцевали саботьер в «Тщетной предосторожности». Окончив техникум по классу Вагановой в 1928 году, обе были приняты в балетную труппу Ленинградского театра оперы и балета. Выпускной спектакль состоялся 16 мая 1928 года.

### Сценическая карьера
Сценическая карьера Вечесловой началась стремительно: через 7 дней после прихода в театр она станцевала партию Гюльнары в балете «Корсар», заменив заболевшую балерину.
Столь же стремительно росла известность. Каждый год знаменовался премьерой, которая становилась достоянием советского балета: 1929 — «Красный мак», 1930 — «Эсмеральда», 1931 — «Болт» и «Карнавал», 1932 — «Пламя Парижа», 1934 — «Бахчисарайский фонтан». Руководителем балетной труппы в то время был балетмейстер-новатор Ф. В. Лопухов. Подготовка ролей классического репертуара чередовалась с участием в его радикальных балетах «Щелкунчик» и «Болт» на музыку Шостаковича.
Успех был ошеломляющим. В статьях и рецензиях в каждом печатном слове на первый план вырывалось восхищение игрой Вечесловой. Все, что происходило на сцене, любое движение танца, самый сложный элемент, были настолько подчинены внутренней логике роли, драматизму чувств и страстей, что техническую виртуозность просто не замечали. А ведь техникой Вечеслова владела блестяще. Евгений Мравинский говорил, что под её «пальцы» оркестр может играть без палочки.
Именно поэтому её коронной ролью стала Эсмеральда: история трагической любви позволяла раскрыться драматической стороне таланта. Балерина считала, что танец не может быть самоцелью. Его нужно наполнить смыслом, горячими чувствами. Её Эсмеральда, узнав о предательстве возлюбленного, бралась за тамбурин словно машинально. В глубокой задумчивости начинала движения. Её руки и тело словно существовали отдельно, механически совершая танцевальный ритуал. Едва касаясь земли, ноги испуганно и бережно несли тело артистки. Бег ускорялся и ускорялся. От стремительности движений возвращалось сознание, и боль пронизывала острой иглой. Тогда, раскинув руки, Эсмеральда мчалась на зрителя, как бегут к озеру, когда уже ничего терять. После стремительного бега на пальцах, она останавливалась и внезапно замирала на краю авансцены, протянув руку в чёрный провал зрительного зала, куда только что скрылся Феб. Зал аплодировал, но она не снимала позу. Зал скандировал, но она продолжала стоять, всматриваясь глазами вдаль.
В Татьяне Вечесловой врождённые артистизм, музыкальность и литературная одаренность сочетались с прямотой, обострённым чувством чести, долга и человеческого достоинства.
Вечесловой не стало 11 июля 1991 года. Она нашла последнее пристанище недалеко от могилы Анны Ахматовой на знаменитом кладбище в Комарово .
На надгробном камне высечены строки из стихотворения балерины:
Мне жизнь дала такое право —
Уметь мечтать, уметь творить.
Брать жизнь не нотой, а — октавой.
И коль любить, так уж любить.

## Творчество
По окончании Ленинградского хореографического училища (педагог — Ваганова, Агриппина Яковлевна), дебютировала на сцене Мариинского театра в партии Гюльнары в балете «Корсар». Затем любимейшей ролью стала Эсмеральда. Она «оставляет далеко позади балерин, когда-то прославившихся в этой роли», — утверждала Ваганова, а писатель Михаил Козаков определил уровень исполнительского мастерства: Вечеслова-Эсмеральда — «Комиссаржевская балетного театра».
Когда в 1934 году был поставлен «Бахчисарайский фонтан», публика — и не только ленинградская, — ходила специально смотреть на дуэт Улановой и Вечесловой, Марии и Заремы — воплощенной верности и испепеляющей страсти. Современники восторженно обсуждали партнёрство, а критика упражнялась в поисках эпитетов и превосходных степеней. Театровед Николай Волков отмечал: "Вечеслова обладает иной палитрой чувств, чем Уланова. Она умеет не только любить, но и ненавидеть. Вряд ли можно представить себе клинок Заремы в руках Улановой. И как естественно сжимает рукоять кинжала Вечеслова! У неё все краски сгущены, ярки, интенсивны. Это не акварель, а «масло».
Иногда эмоции рецензентов оказывались настолько сильными, что переходили в стихотворную форму: В двадцать восьмом году, в мае,/ В городе, что на Неве,/ Выросли незабываемые/ Девушки две./ Засияли две балерины/ Солнышком из тумана:/ Имя одной — Галина/ Имя другой — Татьяна… — писала балетный критик Галина Кремшевская.
И только подруги знали, как рождались образы. Уланова вспоминала: «На репетициях „Бахчисарайского фонтана“ я поначалу никак не могла удержаться от смеха, когда моя веселая Таня с серьёзным видом поднимала надо мной кинжал, чтобы убить меня, Марию — соперницу Заремы. Мы всегда боялись, чтобы этот смех не напал на меня во время спектакля. Поэтому я опускала глаза: старалась не видеть лица Тани. Она обладала изумительным танцевальным и актёрским даром. Она захватывала своим талантом не только зрителей, но и нас артистов, — мы всегда за кулисами толпились, чтобы её посмотреть».
Зарема Вечесловой не ходила, а плыла. Каждый жест был широк и внушителен. Значительно было всё: и большие прыжки, полные драматической экспрессии, и мягкие вкрадчивые шаги, и вихревые вращения, и накаленные арабески. Восточные одеяния выглядели трепещущими тканями, скрывающими красоту женского тела. Она носила красный бархатный халат как королевскую мантию, она принимала хана как богиня. Только потеря любви заставляла взглянуть на мир глазами смертной женщины. Увидеть, но не примириться. Её ревность умножалась страстью и требовала яростной борьбы, где удар кинжала оказывался последним аргументом. В финале Зарема встречала Гирея как победительница, с призывной улыбкой открывая объятия и ему, и смерти.
В 1948 году Кировский театр пышно отметил 20-летие сценической деятельности двух балерин. На сцене стояли два трона, утопавшие в цветах. Уланова и Вечеслова опять были вместе, хотя война, да и личные обстоятельства, развели подруг по разным городам и театрам — Вечеслова после эвакуации вернулась в Ленинград, а Уланова оказалась в Москве, в Большом театре. Но свой юбилей подруги праздновали на родной ленинградской сцене.
Татьяна Вечеслова покинула сцену в расцвете таланта. Прощальный спектакль состоялся 24 июня 1953 года. После окончания у Кировского театра долго не расходилась шумная толпа зрителей. Они стояли, глядя вверх как завороженные. Там, в ярко освещенном окне второго этажа появилась изящная, очень красивая женщина в белоснежном бальном платье. Толпа взревела. И навстречу крикам из окна посыпались белые розы. Так простилась со своей публикой Татьяна Вечеслова — кумир не только балетного, но и всего культурного Ленинграда.
Уйдя со сцены, Вечеслова целиком окунулась в педагогическую деятельность. Как репетитор, она работала самыми яркими звездами Кировского балета: Инной Зубковской и Ириной Колпаковой, Джоном Марковским и Аллой Осипенко, Натальей Макаровой и Михаилом Барышниковым. При её участии на сцене театра появились лучшие балеты Игоря Бельского, Юрия Григоровича, Натальи Касаткиной и Владимира Василёва, Бориса Фенстера, Леонида Якобсона.
В середине 50-х годов Вечеслова возглавляла Хореографическое училище, и в годы её руководства ленинградская школа получила международное признание. Защита и пестование нового были естественной потребностью и, вместе с тем, способом продолжать своё творчество в молодых. Предметом, который она преподавала, было актёрское мастерство, и эти уроки запомнились её ученикам на всю жизнь.
Она была столь щедро одарена, что её талант постоянно искал себе новых форм выражения: она писала стихи, статьи, книги. Её воспоминания «Я — балерина» и «О том, что дорого» завоевали сердца не только взыскательных профессионалов, но и самой широкой публики.

### Партии в спектаклях
- 1928 — Балет «Корсар» — Гюльнара (дебют) на Сцене Мариинского театра
- 1929 — «Красный мак» — Тао Хоа
- 1930 — «Эсмеральда» — Эсмеральда
- 1931 — «Болт» — на музыку Дмитрия Шостаковича
- 1931 — «Карнавал» -
- 1932 — «Пламя Парижа», партнёр — Чабукиани, Вахтанг
- 1934- «Бахчисарайский фонтан» — Зарема, Мария — Уланова, Галина Сергеевна
- 1936 — «Утраченные иллюзии» — Коралли (балетмейстер — Ростислав Захаров)
- 1938 — «Сердце гор» — Манихе
- 1939 — «Лауренсия» — Паскуала
- 1942 — «Гаянэ» — Нунэ
- 1942 — «Лебединое озеро» — Одетта
- 1942 — «Жизель» — Жизель
- 1942 — «Спящая красавица» — Аврора
- 1942 — «Дон Кихот» — Китри
- 1943 — «Тщетная предосторожность» — Лиза
- 1947 — «Татьяна» — Татьяна

В 1953 году Татьяна Вечеслова оставила сцену
- С 1952 по 1954 годы — Художественный руководитель Ленинградского хореографического училища
- В 1955—1969 годах — педагог-репетитор Мариинского театра
- В 1969—1970 годах — педагог Ленинградского хореографического училища

### Семья
- Супруг — Кузнецов, Святослав Петрович (10 июня 1930 — 30 апреля 1992)
- Сын — Андрей Кузнецов-Вечеслов (3 апреля 1951)

Дом Вечесловой был одним из самых известных в Петербурге. Попасть в него почиталось за честь. Люди искусства приходили сюда, чтобы иметь возможность соприкоснуться с редкой по открытости атмосферой живого, творческого общения. Она дружила с лучшими из лучших — Ольгой Андровской, Анной Ахматовой, Фаиной Раневской, Валентиной Ходасевич. В её доме бывали художники, писатели, актёры, врачи, ученые — самые известные люди своего времени: от братьев Васильевых до Булата Окуджавы, от Евгения Мравинского до Жана Виллара. Её любили, ею восхищались, ей поклонялись.

### Отзывы
«…Балерина, блиставшая как в лирико-драматических партиях, так и в бравурно — виртуозных ролях… Создала образы, отмеченные изяществом, отточенностью танцевальной формы, артистическим дарованием …» — В. В. Чистякова. Энциклопедия «Русский Балет»

Сценический талант Татьяны Вечесловой, артистки Ленинградского театра оперы и балета имени Кирова, особенно ценишь, когда в «Бахчисарайском фонтане» она танцует Зарему вместе с Улановой — Марией. Это один из лучших дуэтов балерин в советском балете. Когда в III акте балета Зарема-Вечеслова «ревностью дыша», проникает в опочивальню Марии, действие приобретает особенную страстность. Превосходная артистка Вечеслова обладает иной палитрой чувств, чем Уланова. Она умеет не только любить, но и ненавидеть. Вряд ли можно представить себе клинок Заремы в руках Улановой. И как естественно сжимает рукоять кинжала Вечеслова! У неё все краски сгущены, ярки, интенсивны. Это не акварель, а «масло». Драматическое начало в творчестве Вечесловой особенно звучит, когда она становится Эсмеральдой в балете, созданном по роману Гюго. На балу у знатной Флёр де Лис уличная танцовщица должна увеселять своими плясками пышно разодетых гостей. Но неожиданно узнав, что любимый ею офицер Феб — жених красавицы Флёр, Вечеслова—Эсмеральда вносит в танцы цыганки такую скорбь, такое отчаяние, что, кажется, ещё мгновенье — и подобно Жизели сойдет с ума и страдающая Эсмеральда. Но Эсмеральда продолжает танцевать, — и Вечеслова в тонких пропорциях сочетает механически воспроизводимую профессиональность танца с теми бликами подлинных чувств, которые каждый изгиб тела, каждый удар тамбурина делают выражением истинных страстей.

Повышенная драматичность совмещается у Вечесловой и с даром комизма. Когда ей приходится исполнять дочь трактирщицы Китри в «Дон-Кихоте» или крестьяночку Лизу в «Тщетной предосторожности», она изображает своих героинь с тонким юмором, с задорным лукавством, с искорками в глазах. Здесь она насмешлива и иронична. Здесь она заменяет кисть живописца остро отточенным карандашом весёлого карикатуриста. Все построено на каких-то удачно найденных штрихах и деталях. И всё пронизано жизненностью и «юмором». — Николай Волков. Двадцать лет в балете. «Советский балет». 1938. №6. с.27

«У Вечесловой были выразительны не только сложные па, но и самые простые движения, ход, бег. Нельзя забыть знаменитого па-де-буре Вечесловой — жемчужную россыпь пластического смеха» — Борис Львов-Анохин. Балетные спектакли последних лет. М., 1972

«Кто не вспоминает вечесловского бега! Точно по мелководному быстрому ручью, разбрасывая брызги, бежала Паскуала Вечесловой в своей вариации. Жизнерадостная Китри высекала на бегу искры, которые совершенно зримо разлетались по сцене. И мелко, мелко перебирала ногами, обутыми в изящные черные туфельки, её Коломбина…» — Галина Кремшевская. Татьяна Вечеслова. Л., 1951

## Фильмография
- 1952 — Концерт мастеров искусств[4]

## Фильм
В фильме использованы материалы:
- Людвиг Минкус «Дон Кихот (балет)» — Наталья Осипова
- Цезарь Пуни «Эсмеральда» — Габриэла Комлева и Татьяна Терехова
- Адольф Адан «Корсар (балет)» — Олеся Новикова
- Сергей Прокофьев «Ромео и Джульетта (Прокофьев)» — Галина Уланова и Александр Лапаури
- А.Крейн «Фантазия» — Татьяна Вечеслова и Вахтанг Чабукиани
- Арам Хачатурян «Гаянэ» — Татьяна Вечеслова и Николай Зубковский
- Сергей Прокофьев «Каменный цветок» — Алла Осипенко и Александр Грибов
- В.Кирстен «Романс» — Инна Зубковская и Святослав Кузнецов
- Людвиг Минкус «Баядерка», Тени — Артисты балета Мариинского театра

Симфонический оркестр Мариинского театра, дирижеры В.Федотов и Б.Грузин
Использованы архивные материалы семьи Т. Вечесловой.
Фрагменты из фильмов:
- «Рассказывает Татьяна Вечеслова» (реж. В.Ефремов), Лентелефильм 1975 г.
- «Мой друг иван Лапшин» (реж. А.Герман), Лентелефильм, 1984 г.

В 2010 году к 100-летнему юбилею Татьяны Вечесловой был сделан фильм — «Я — балерина»
по редчайшим сохранившимся архивным съёмкам танца самой Т.Вечесловой и отрывкам из балетов в исполнении других замечательных танцовщиков. Материалы подготовили:
Галина Мшанская, Ольга Хрусталёва, Евгения Румянцева, Вячеслав Булаенко, Ирина Цаголова, Илья Петров, Ирина Клейнер, Роман Супруни
- 2010 — «Татьяна Вечеслова: «Я — балерина»» / Режиссёр: Галина Мшанская. — Россия: Видео:AVI. Аудио: MPEG Audio. Качество: TVRip.
- О жизненном и творческом пути балерины рассказывает сама Татьяна Вечеслова, Галина Уланова, Александр Белинский, Алла Осипенко, Габриэла Комлева, Владимир Васильев и сын, Андрей Кузнецов-Вечеслов.

В фильме звучат стихи Татьяны Вечесловой и Анны Ахматовой.

«Мне иногда говорили, что жизнь моя и характер не укладываются в рамки привычных представлений о балерине…Я не соглашалась, спорила. Ценность любой профессии определяется, прежде всего, страстностью и силой работы в ней человека. Я считаю, что нет и не может быть никаких точных границ и пределов у какой бы то ни было профессии. Своей профессией я горжусь.»— Татьяна Вечеслова

## Сочинения
- Вечеслова Т. Я — Балерина. — М.: Искусство, 1964. — 272 с. — 50 000 экз.
- Вечеслова Т. О том, что дорого. — Л.: Советский композитор, 1984. — 200 с. — 20 000 экз.
- Вечеслова Т. Танцует А. Осипенко // Нева. 1963. № 10.
- Вечеслова Т. Её таинственный голос // Воспоминания об Анне Ахматовой. М.: Советский писатель, 1991. С. 460—464. — ISBN 5-265-01227-3
- Вечеслова Т. Стихи Татьяны Вечесловой: к столетию выдающейся балерины // Театр. 2011. № 2.

## Награды и звания
- 1939 — Заслуженная артистка РСФСР[8]
- 1939 — Орден «Знак Почёта»[9]
- 1946 — Сталинская премия за спектакль «Золушка» (Постановка — Сергеев, Константин Михайлович)[10]
- 1957 — Заслуженный деятель искусств РСФСР[11]
- 1983 — Орден Трудового Красного Знамени

## Адреса в Ленинграде
- 1923—1928 — ул. Восстания, 55 — Кирочная ул., 21 (жилой дом Главного инженерного управления);
- 1928—1929 — Каменностровский пр., 27 (доходный дом Е. Ф. Лазаревой, архитектор Н. И. Алексеев);
- 1929—1931— Английский пр., 27 — Союза Печатников ул., 27;
- 1932—1937 — ул. Росси, 2 (Академия русского балета имени А. Я. Вагановой, архитектор К. И. Росси);
- 1939—1941, 1944—1951 — Бородинская ул. 13 (жилой дом театральных работников, архитекторы А. А. Оль, В. Г. Гевирц, Н. И. Смирнов);
- 1951—1991 — Гороховая ул., 4 (доходный дом страхового общества «Саламандра», архитекторы М. М. Перетяткович, Н. Н. Верёвкин).